# Johann Tschopp
Johann Tschopp (Sierre, Wallis kanton, 1982. július 1. –) svájci profi kerékpáros. 2014-ben visszavonult a versenyzéstől.

## Eredményei
2004
6., - Svájci országúti bajnokság - Időfutam
10. - San Francisco GP
2005
2., összetettben - Österreich-Rundfahrt
2006
7., összetettben - Tour of Britain
2007
7., összetettben - Tour de l'Ain
2009
5., összetettben - La Tropicale Amissa Bongo Ondimba
1., 4. szakasz
2010
1., 20. szakasz - Giro d’Italia
8., összetettben - Tour de l'Ain
2012
1., összetettben - Tour of Utah
1., 5. szakasz
3., összetettben - Paris - Corréze
14, összetettben - Giro d’Italia

## Grand Tour eredményei
| Grand Tour | 2005 | 2006 | 2007 | 2008 | 2009 | 2010 | 2011    | 2012 | 2013 |
| ---------- | ---- | ---- | ---- | ---- | ---- | ---- | ------- | ---- | ---- |
| Giro       | 41.  | 45.  | -    | -    | 124. | 34.  | 16.     | 14.  |      |
| Tour       | -    | -    | 92.  | 51.  | -    | -    | -       | -    |      |
| Vuelta     | -    | -    | -    | -    | -    | 80.  | feladta | -    |      |